# Julius Skačkauskas
Julius Skačkauskas (* 26. Juli 1982 in Vilnius) ist ein litauischer Politiker und Vizeminister für Verkehr.

## Leben
Nach dem Abitur 2001 an der Mittelschule Tuskulėnai in Žirmūnai in der litauischen Hauptstadt Vilnius absolvierte Julius Skačkauskas von 2001 bis 2005 ein Bachelorstudium und von 2005 bis 2007 ein Masterstudium der Politikwissenschaft an der Vilniaus universitetas. In den Jahren 2011/12 absolvierte er das Masterstudium der öffentlichen Politik an der  KDI School of Public Policy and Management, einer Graduiertenschule in Seoul (Südkorea).
2006 bis 2009 war er Berater in der Abteilung für Analyse und Koordinierung der Politik der Europäischen Union bei der Regierungskanzlei der Republik Litauen. Von 2009 bis 2011 arbeitete er als dritter Sekretär der Abteilung „Europäische Union“ im Außenministerium der Republik Litauen und 2012/13 als Assistent der Marketingabteilung für Osteuropa von LG Electronics in Seoul. Von 2013 bis 2021 war er Spezialist für Marketing und Geschäftsentwicklung der lettischen Repräsentanz von LG Electronics in Vilnius. Gleichzeitig war er von 2017 bis 2020 als selbstständiger Experte an der Erstellung des Konzepts für Bauleitplanung des Territoriums der Republik Litauen sowie an anderen Projekten beteiligt.
Seit Februar 2021 ist Julius Skačkauskas stellvertretender Verkehrsminister als Vertreter von Marius Skuodis im Kabinett Šimonytė.
Julius Skačkauskas ist verheiratet und hat einen Sohn.